# 相羽式十一型軽旅客機
相羽式十一型軽旅客機（あいばしきじゅういちがたけいりょかくき）は、日本の東京航空が開発・運用した小型旅客機。名称は相羽式十一型の他に、算用数字を用いて「相羽式11型」とも表記される。

## 概要
1939年（昭和14年）、相羽式十型練習機の開発経験を活用する形で、東京航空は自社用の軽旅客機として相羽式十一型の自主開発に臨み、1941年（昭和16年）6月に1機を完成させた。完成後は遊覧飛行に用いられるエアタクシーとして、主に羽田飛行場を拠点に活動した。与えられた機体記号は「J-BABQ」。
機体は単発の複葉機。木製あるいは木金混製で、胴体では半張殻構造、翼では合板整形を採用している。胴体後部や翼の一部では羽布張りが用いられている。構造は相羽式十型を踏襲しているが、前席の代わりにKR-2に倣った形式の客室となるキャビンを組み込んだため、胴体は若干大型化している。また、相羽式十型に引き続き、主翼は5度の後退角を持ち、補助翼は下翼にのみ備える。降着装置は固定脚。
手放し飛行ができるほどに操縦性や安定性は良好であり、また、離着陸時の滑走距離も抑えられていた。

## 諸元
出典：『日本航空機総集 九州・日立・昭和・日飛・諸社篇』 82,84頁。
- 全長：7.683 m
- 全幅：9.199 m
- 全高：3.22 m
- 主翼面積：21.2 m2
- 自重：653 kg
- 全備重量：1,035 kg
- エンジン：日立 神風三型 空冷星型7気筒（離昇180 hp） × 1
- 最大速度：180 km/h
- 巡航速度：150 km/h
- 航続距離：600 km
- 翼面荷重：49.5 kg/m2
- 乗員：1名
- 乗客：3 - 4名[2]